# دائرة أولماس
دائرة أولماس هي إحدى دوائر إقليم الخميسات، التابع لجهة الرباط سلا القنيطرة، المملكة المغربية. تضم الدائرة 7 جماعات قروية، وبلغ عدد سكانها 44697 فرداً سنة 2004 حسب الإحصاء الرسمي للسكان والسكنى. يتبع للدائرة 28 مشيخة و138 دوار.

## التقسيمات الإداريّة
تعتبر دائرة أولماس إحدى الدوائر المشكّلة لإقليم الخميسات، وهو التقسيم الإداري من المستوى الرابع المعتمد في المغرب. ينقسم إقليم الخميسات إلى 32 جماعات قروية تختلف من حيث السكان والمساحة، والتي بدورها تنقسم إلى مشيخات تضم عدداً من الدواوير.